# Іслам у Башкортостані
Іслам у Башкортостані — монотеїстична авраамічна світова релігія в Башкортостані.

## Історія
Проникненню ісламу в Башкортостан сприяли торгово-економічні зв'язки з мусульманськими країнами, які були встановлені в VIII—IX століттях. Першою мусульманською археологічною пам'яткою про Урал є знахідки Левашовського могильника в Ішимбайського районі Башкортостану. Під час розкопок були знайдені три срібних дирхами і золоті динари Арабського халіфату 706-го та 712-го років. Також там були виявлені поховання з витягнутими уздовж тіла руками, головою на захід, що дозволяє вважати їх могильниками мусульманських кладовищ. Є відомості про те, що пророк Мухаммад в VII столітті відправив на Південний Урал своїх сподвижників (сахабів). Турецький богослов  Осман Нурі Топбаш  і глава суфійського тариката Накшбанді шейх Мухаммед Назім аль-Хаккані називають трьох Сахаб відправлених в Башкортостан. У своїх працях це підтверджують історики Хісаметдін бін Шарафутдинов і Таджетдін Ялсигул Аль-Башкорді, які також повідомили про те, хто з башкирів першим прийняв іслам. У книзі «Історія Болгарії» Хісамітдін бін Шарафетдинов пише, що башкири прийняли іслам раніше всіх своїх сусідів, в 195 році хіджри (тобто в 748 році). У тюркській історії «Кунча-аль-акбар» («Суть подій») згадується, що у башкирів було близько 70 міст і фортець, а іслам вони взяли в 530 році хіджри (тобто в 1152 році).

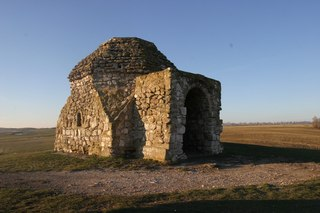
Мавзолей Хусейн-бека. XIV в.

Культурні та торгово-економічні відносини з країнами Середньої Азії сприяли поширенню в Башкортостані вчення ханафітського мазхаба. Поширенню ісламу серед башкирів також послужило прийняття в якості державної релігії ісламу Волзької Булгарією в 922 році, в яку входили території західної частини Башкортостану. Але згідно з Алленом Франком,  «найважливіше в численних і часто дуже архаїчних легендах про ісламізацію, записаних башкирами, — це те, що місто Булгар в них зовсім не фігурує, а ісламізація приписується місіонерам з Бухари, Багдада і Анатолії». Велику роль в зверненні башкирів в іслам на ранньому етапі зіграли суфійські місіонери братств Ясавійа і Накшбандійя, які проникали на Південний Урал з міських центрів Середньої Азії, перш за все, з Бухари. Башкири роду Сарт вважають що в XIV столітті в землі Башкортскіе з'явилися місіонери, серед яких був узбецький мулла Сейід ібн Куйди. Він привіз з собою близько 200 мюррідов, які змішалися з башкирами тим самим заснувавши рід Сарт і іслам у башкир. Це зумовило переважний вплив серед башкир власної форми «локального ісламу», в якому поєдналися елементи сунітського ісламу ханафітського толку і суфійських уявлень.
До XIII століття відноситься діяльність шейха  Мухаммад Рамазан аль-Ауш , похований на горі Ауштау (нині в Учалинском районі Башкортостану), а до XIV століття —  Хусейн-бека — "першого імама Башкирії ". Брат з ордена миноритів  Іоганка  угорець, який прожив в Башкирії разом з англійцем Вільгельмом «6 років безперервно», в своєму листі до генерала ордена, датованому 1320 роком, повідомляє:  "Государя же всієї Баскардіі з більшою частиною його сім'ї ми знайшли абсолютно зараженим сарацинським помилкою" .
Знаходження території Башкортостану в складі мусульманської Золотої Орди, Казанського і Сибірського ханств, Ногайської Орди також чинило сприятливий вплив для майбутнього. 
Одним з головних умов приєднання Башкортостану до Росії було збереження свободи віросповідання і традиційних звичаїв башкирського народу, що виявилось неправдою. Порушення умов договорів царською владою (примусова християнізація та ін.) неодноразово приводило до виникнення башкирських повстаньНаприклад, форму джихаду набуло повстання під керівництвом Сейід-батира (Сафар-хана) в кінці XVII століття.
Історик Вітевскій В.Н. розповідає про існування головного святилища в Башкирії —  Азієвської мечеті , яка «в усі бунти служила дорадчим місцем башкир». Навесні 1736 року мечеть була зруйнована каральними загонами Кирилова І.К. під час придушення башкирських повстань.
До XVII—XVIII століть мусульманські норми життя і цінності стають визначальними в житті башкир, їх сімейно-шлюбних і міжособистісних відносин. У той же час в Башкортостані отримує розвиток мусульманське освіту, відкриваються нові медресе і мектебе. У 1788 році в Уфі царською владою було засновано Оренбурзькі магометанскі духовні збори, які здійснювали контроль над мусульманами. У той же час, зміцнюються позиції ісламу і офіційного мусульманського духовенства в Урало-Поволжі. До кінця XIX століття в Уфимської губернії налічувалося до 2 тисяч мусульманських служителів культу. У народі дотримувалися мусульманські свята, обряди, традиції паломництва до святих місць. Необхідність в дотриманні мусульманської обрядовості та норм життя сприяла розвитку писемності на основі арабської графіки, будівництва мечетей.
До кінця XIX століття серед мусульман активізувалися реформаторські і традиціоналістські настрої. Традиціоналістська реакція (кадімізм) висловилася в заклику консервативних мулл замкнутися в релігійній громаді і ігнорувати процеси російської модернізації. Реформаторський рух джадідістів, що почалося серед національної інтелігенції і прогресивних мулл, прагнучи зберегти іслам як світоглядну систему, намагалося осучаснити мусульманську громаду шляхом модернізації її економіки, секуляризації культури і організації суспільно-політичного життя. Одночасно посилилися процеси маргіналізації башкирського суспільства і пауперизації значної частини населення. Став затребуваний ішанізм — деградованих суфізм, який втратив філософську, етичне підґрунтя, але зберіг обряди і форми соціальних взаємин. Ішанізм був представлений в регіоні традицією братства Накшбанді — Муджаддідійа, відмінною рисою якої було особливу пристрасть до обрядовості та ритуалу, схиляння перед догматами. Багато його шейхи, крім релігійної та викладацької діяльності, займалися підприємництвом, політикою, ставали великими землевласниками. Тобто з суфізму була прибрана система морального самовдосконалення, залишилася лише обрядова форма.

Етнографічні експедиції в 1893, 1894 і 1896 роках по території Башкортостану в кожному селі зустрічали мечеті. У 1913—1915 роках в Уфімської губернії було 1579 мусульманських початкових шкіл (мектеб ів), де навчалася 91 тисяч учнів (шакірдов), з яких — 18 тисяч дівчаток. У XIX столітті в Башкортостані поширилася різновид суфізму, течії класичної мусульманської філософії — ішанізм. Особливість ішанізму, представленого в краї братством Накшбандійя-Муджаддідійа, була пристрасть до обрядовості та ритуалів, схиляння перед догматами. Центрами ісламської освіти були медресе «Галія», «Гусмания», «Расул», Стерлібашевське медресе , «Хусаїнов» та інші, з них в деяких з них були введені нові методи навчання.
III Всебашкирський з'їзд (курултай), що проходив з 8 по 20 грудня 1917 року в Оренбурзі, затвердив постанову № 12, в якому було оголошено відділення релігії від держави і рівноправність усіх релігій. Було визнано, що: «Духовне управління Башкурдистану, будучи автономним, по своїй лінії має право відкривати духовні та інші духовно-культурні та просвітницькі установи (мектебе, медресе, бібліотеки та інші)». Обираються кантони кади і. У 1924 році ДУМ було перейменовано в  Центральне духовне управління мусульман Автономної Башкирської РСР (ЦДУМ БАССР). Оренбурзьке магометанское духовне збори в 1917 році було перейменовано в Центральне духовне управління мусульман Внутрішньої Росії і Сибіру, потім іменувався як ЦДУМ РРФСР, ЦДУМ Європейської частини СРСР і Сибіру (нині — Центральне духовне управління мусульман Росії). Центром цього духовного управління незмінно залишалася Уфа. У 1926 році в веденні ЦДУМ БАССР знаходилося близько 700 мечетей, в тому числі 9 мусульманських парафій Арського кантону Татарської АРСР, до ЦДУМ РРФСР ставилися 1718 мечетей, розташованих на території Башкортостану, а в 1935 році — 300 і 700 відповідно.
У 1920-ті — 1930-і роки в Башкирської АРСР, як і в інших районах СРСР, проходила боротьба з релігіями. Боротьба супроводжувалася руйнуванням мечетей, закриттям релігійних навчальних закладів, введенням в середовищі віруючих нових свят та традицій. Для порівняння: якщо в 1927 році було 2414 мечетей, то в 1934 році — 323, а в 1940 всього в республіці залишилося 12 мечетей. Частину мусульманського духовенства було репресовано. Ослаблення репресій настало в роки німецько-радянської війни.
У 1980-і роки в республіці відновлювалися закриті мечеті і будувалися нові, відкривалися мусульманські навчальні заклади. У 1990 році в Уфі був скликаний з'їзд мусульман. У 1992 році засновано Духовне управління мусульман Башкортостану. Стала видаватися духовна література: газети «Іслам і суспільство», «Булгар». Дні мусульманських свят Ураза-байрам і Курбан-байрам в РБ стали неробочими.
У 1989 році в Уфі відбулися урочисті заходи, присвячені 200-річчю ДУМЕС і 1100-ї річниці прийняття ісламу народами Урало-Поволжя. У 1989 році на підставі Постанови Ради у справах релігій Кабінету Міністрів СРСР в Уфі було відкрито Медресе імені Різаітдіна Фахретдінова, яке в 2003 році було перетворено на Російський ісламський університет. Також в Уфі були відкриті медресе імені Марьям Султанової, «Галія», в Стерлітамаке — медресе «Нур аль-Іман», в Жовтневому — медресе «Нур-уль-Іслам».

## Сучасність
У XXI столітті в Республіці Башкортостан багато жителів республіки продовжують сповідування мусульманської віри, відвідують мечеті, справляють релігійні свята. Поширення ісламської релігії йде повільними темпами, без примусу, в меншій мірі серед молоді та чоловіків і більшою — серед жінок. Питання віри і міжконфесійні відносини вивчають башкирські вчені. Всього в республіці сповідаються 22 конфесії.
У 2011 році біля гори Наристау, поблизу села Ільчігулово Міякинського району Башкортостану було встановлено меморіал сподвижникам пророка Мухаммада (сахабам) Зубаїров бін Заіту і Абдуррахманом бін Зубаїров.
У 2013 році всього в республіці налічувалося 1060 мечетей.